# Мама (фильм, 2013)
«Ма́ма» (англ. Mama) — драматический фильм ужасов 2013 года, снятый режиссёром Энди Мускетти по мотивам собственной короткометражки 2008 года. Исполнительным продюсером фильма выступил Гильермо дель Торо. Мировая премьера состоялась 18 января 2013, в России — 7 марта 2013 года.

## Сюжет
Банковский клерк в состоянии аффекта убивает свою жену, мужчина забирает двух дочерей из дома и отвозит их в лесную избушку, намереваясь убить сначала их, а затем себя. Его планы рушатся, когда из темноты появляется Существо, которое сворачивает ему шею и спасает девочек. В течение пяти лет девочки живут одни. Пугающе одичавших малюток находит их дядя и забирает к себе на воспитание.
Некая сущность, которая всё это время «заботилась» о них, переселяется вместе с ними в дом опекуна. Однажды она выползает из стены и скидывает дядю девочек с лестницы, тот оказывается в больнице. Дети остаются на попечении дядиной подруги, любительницы рока. Она быстро понимает, что в доме есть некая сущность, и поначалу никак на это не реагирует. Девушка пытается наладить контакт с девочками, и позже узнаёт, что сущность они называют «мамой».
Психолог, наблюдающий за состоянием девочек, решает понять, что это такое. Он едет в то место, где девочки жили вместе с «мамой», но существо убивает психолога. Позже выяснилось, что «мама» — это дух несчастной сумасшедшей женщины из XIX века, которую лишили ребёнка, после чего она ищет чужих детей и забирает с собой.
К концу фильма сущность проявляет все свои ужасные качества, и одна из девочек отказывается слушать «маму» и выбирает остаться с дядей и его подругой, тогда как её младшая сестра хочет вернуться к своей «маме», и в итоге девочка уходит с ней в пучину моря.

## В ролях
- Джессика Честейн — Аннабель
- Николай Костер-Вальдау — Лукас Десанж / Джеффри Десанж
- Меган Шарпантье — Виктория Десанж
  - Морган МакГарри — молодая Виктория
- Изабель Нелисс[англ.] — Лили Десанж
  - Майя и Сьерра Доу — молодая Лили
- Даниэль Каш — доктор Дрейфус
- Хавьер Ботет — Мама
  - Лаура Гитерас и Мелина Мэтьюс — голос Мамы
  - Ханна Чизман[англ.] — Красивая Мама / Эдит Бреннан
- Джейн Моффат — Джин Подольски
- Дэвид Фокс[англ.] — Бёрнси
- Джулия Чантри[англ.] — Нина
- Эльва Мэй Гувер — секретарь
- Доминик Куццокреа — Рон
- Диана Гордон — Луиза

## Критика
Фильм принят критиками и зрителями неоднозначно, но в целом положительно. На Rotten Tomatoes рейтинг картины составляет 6 баллов из 10. На Metacritic — 57 баллов из 100 на основе 35 обзоров. CinemaScore — фирма, занимающаяся исследованием рынка, — проводила опрос зрителей на выходе из кинотеатра в течение открывающего уик-энда. Так, средняя оценка кинозрителей была «четыре с минусом» по пятибалльной шкале.
Ричард Ропер, пишущий для RogerEbert.com, наслаждался фильмом, поставив ему 3 звезды из 4 и сказав: «Подобные фильмы — это захватывающее приключение. Конечно, остаётся небольшой сюжет для сиквела. Это поездка, которую я бы повторил». Редактор IGN Скотт Корулла оценил фильм на 7,3 балла из 10 и написал: «Это прекрасный первый фильм для режиссёра Энди Мускетти, и, несмотря на некоторые ошибки и разочарования, он вполне может стать предвестником интересных событий для режиссёра».

## Награды и номинации
Премия «Золотой трейлер» (2013):
- Лучший ужас (Награда)
- Лучший фильм (Title Graphics) (Номинация)

Кинофестиваль в Жерармере (2013):
- Приз зрительских симпатий — Энди Мускетти (Награда)
- Гран-при — Энди Мускетти (Награда)
- Гран-при молодёжного жюри — Энди Мускетти (Награда)

Кинофестиваль «Фантаспорту» (2013):
- Лучший фильм — Энди Мускетти (Награда)
- Лучшая актриса — Джессика Честейн (Награда)
- Лучший режиссёр — Энди Мускетти (Награда)

Гильдия режиссёров Канады (2013):
- Лучшее редактирование снимков в художественном фильме — Мишель Конрой (Награда)
- Лучший звуковой монтаж — Аллан Фунг (Награда)
- Лучшее художественное оформление — Анастасия Масаро (Номинация)

Международный кинофестиваль в Палм-Спрингс (2013):
- Лучший режиссёр — Энди Мускетти (Награда)

Fright Meter Awards (2013):
- Лучшая актриса второго плана — Изабель Нелисс (Номинация)

Key Art Awards (2013):
- Best Audio/Visual Technique (3-е место)

People’s Choice Awards (2014):
- Любимый фильм ужасов (Номинация)

MTV Movie & TV Awards (2014):
- Лучший испуг — Джессика Честейн (Номинация)

Награда Гауди (2014):
- Лучшие специальные/визуальные эффекты (Номинация)

Fangoria Chainsaw Awards (2014):
- Лучший фильм широкого релиза — Энди Мускетти (Номинация)

Академия научной фантастики, фэнтези и фильмов ужасов (2014):
- Лучший фильм ужасов (Номинация)

Премия «Джини» (2014):
- Достижение в операторской работе — Антонио Риестра (Номинация)
- Достижение в области макияжа — Дэвид Марти, Линда Доудс, Монце Рибе (Номинация)
- Достижение в области визуальных эффектов — Аарон Вайнтрауб, Айо Бёрджесс, Денис Берарди и др. (Номинация)